# Megan Alexander (nhà báo)
Megan Jeanne Alexander (sinh ngày 15 tháng 1 năm 1980) là một nhà báo truyền hình người Mỹ và phóng viên của Inside Edition.

## Sự nghiệp
Cô bắt đầu sự nghiệp truyền hình của mình, ở Nashville, Tennessee, với tư cách là phóng viên của Tennessee Mornings trên Fox 17 với tư cách là phóng viên phát thanh thời tiết và giao thông cho MetroNetworks. Cô bắt đầu làm phóng viên quốc gia cho Inside Edition vào năm 2007.

## Đời tư
Cô kết hôn với Brian Cournoyer vào ngày 19 tháng 1 năm 2008. Cô có 3 người con, Chase Cournoyer (sinh năm 2011), Catcher Brian Cournoyer (sinh ngày 30 tháng 7 năm 2015) và Capri Mabel Cournoyer (sinh ngày 25 tháng 9 năm 2019). Cô cư trú tại Nashville, Tennessee và dành thời gian giữa nhà riêng và nơi làm việc của cô ở Thành phố New York. Cô là một người theo đạo Cơ đốc và đã viết một cuốn sách về cách cô trở nên thành công trong sự nghiệp của mình trong khi vẫn giữ vững niềm tin của mình.